# João van Zeller

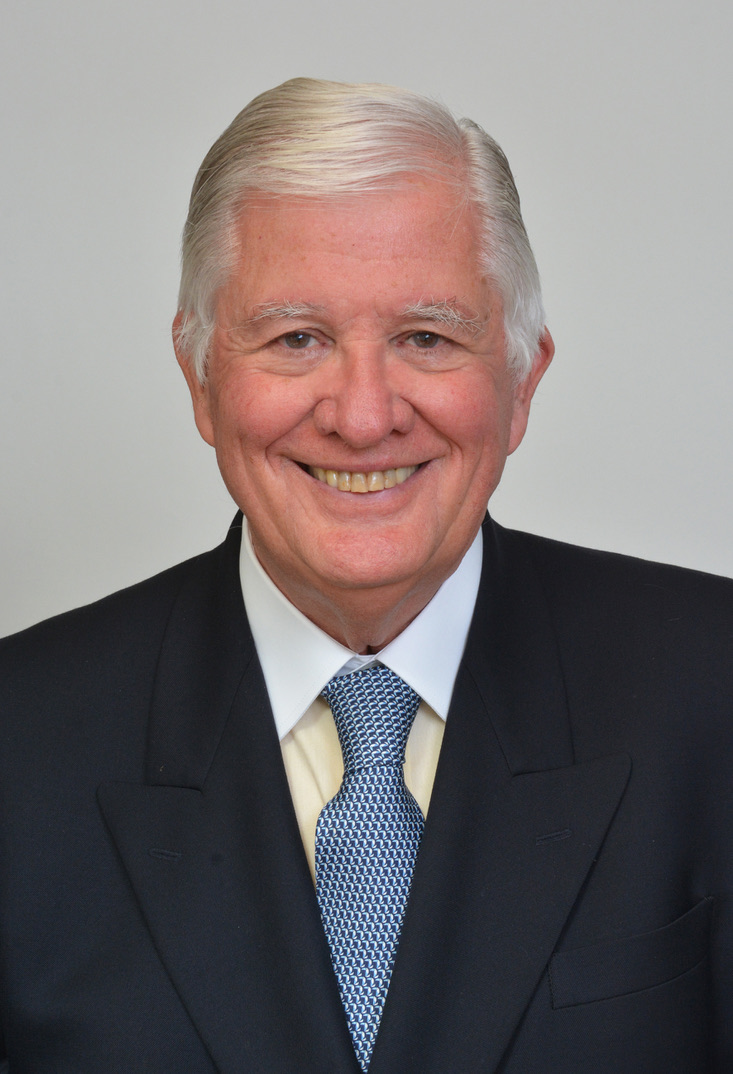
João van Zeller nasceu no Porto a 15 de Outubro de 1941. Com longa carreira no sector financeiro um pouco por todo o mundo, esteve também ligado à fundação da TVI, é presença assídua nos principais órgãos de comunicação social portugueses através de artigos que abrangem as mais variadas temáticas e tem ainda dois livros publicados sobre a sua vida nas cidades do Porto, Lisboa e Luanda.

João van Zeller, de seu nome completo João Guilherme Andresen van Zeller, nasceu no Porto a 15 de Outubro de 1941, onde estudou até entrar para a Universidade, primeiro na Escola Primária Oficial nº 87, e depois no Liceu D. Manuel II do 1º ao 5º ano. Concluiu o ensino secundário no Liceu Alexandre Herculano do Porto, tendo posteriormente obtido a licenciatura em Direito, na Faculdade de Direito de Lisboa.

## Carreira
Concluído o curso de Direito, durante o qual trabalhou na Secção de Imprensa Estrangeira do Secretariado Nacional de Informação, em 1967 foi nomeado Chefe de Serviços de Imprensa, Radiodifusão e Televisão de Angola, também tendo exercido em Luanda advocacia marginalmente, regressando a Portugal em 1970.
Em Portugal iniciou uma longa carreira no sector financeiro, que logo a seguir passou por Angola, como Administrador Delegado de um Banco luso-americano, o Inter Unido, ali inaugurado em 1972. Em 1975, e depois de um período em Nova York no Citibank, foi para Londres, onde em finais de 1976, no Grindlays Bank, assumiu a co-responsabilidade dos grandes Projectos de financiamento na América Latina, envolvendo sobretudo risco soberano. 
Em Espanha abriu as operações do Grindlays Bank, e aí iniciou e desenvolveu a partir de 1984, também como Director Geral, o Banco Real, instituição financeira brasileira. Durante a sua passagem por Espanha, foi Vice-Presidente da Câmara de Comércio Hispano-Portuguesa e da Câmara do Comércio do Brasil. Representou também a Banca Estrangeira na Associação Espanhola de Banca Privada, e esteve ligado à criação da Associação dos Amigos do Museu do Prado.
Através de uma Sociedade de Consultoria de Gestão constituída em 1987, e ainda entre Londres e Madrid, interveio em Projectos nos sectores financeiros, energéticos, aviação, e navegação.
Em 1992 regressou a Portugal para constituir uma Sociedade de Consultaria Financeira com um dos bancos líderes britânicos e sócios portugueses, projecto de curta duração devido à fusão da entidade inglesa com outra, e a prática desactivação das suas operações na Península Ibérica. Nesse ano envolveu-se com a fundação da TVI, a cuja Administração pertenceu até 2005, ano da venda do grupo a uma das maiores empresas de media espanholas, operação a que se opôs publicamente. Entre 2004 e 2005 assumiu a Presidência da Confederação Portuguesa dos Órgãos de Comunicação Social. 
Desde o seu regresso a Portugal esteve envolvido com um Projecto vitivinícola no Douro, a Quinta de Roriz, cujo controlo adquiriu em 1999, num período em que integrou o Conselho Consultivo dos Vinhos do Porto e do Douro. Faz até hoje parte do Conselho de Fundadores do Museu do Douro, como um dos seus Fundadores. Em 2009, já reformado, decidiu vender a sociedade Quinta de Roriz Vinhos SA a um dos maiores grupos do sector no Douro, com cujos accionistas tem relações de família, tendo a partir daí dedicado a sua atenção a projectos de solidariedade social.

## Livros e jornais
Desde cedo começou a escrever temas generalistas em vários jornais e revistas, nomeadamente “Diário Popular”, “A Voz”, “Itinéraires”, “Revista Turismo” (Angola), “Diário de Notícias”, “Jornal de Notícias”, “Notícias Magazine”, “Diário Económico”, “Grande Reportagem”, “Revista de Golf”, “Revista Jardins”, e ultimamente no jornal online “Observador” . Na área da economia também colaborou em jornais e revistas portuguesas e estrangeiras, nomeadamente no “Diário Económico”, “Jornal de Negócios” e “Papeles de Economía Española”. Na área religiosa tem textos publicados na revista “Brotéria”. 
Em 2011 foi co-editor do livro “Roriz, História de Uma Quinta no Coração do Douro”, das Edições Afrontamento, e da autoria do Professor Catedrático da Universidade do Porto, Gaspar Martins Pereira.
Em 2019, também com as Edições Afrontamento, deu à estampa um livro de teor memorialista de sua autoria, “Johnny Boy, Porto Anos 40 & 50”. 
Em 2021, de novo com as Edições Afrontamento, publicou o segundo volume da sua autobiografia, "Young Johnny, Lisboa & Luanda Anos 60", que vai desde os seus tempos de jovem universitário em Lisboa, onde se licenciou em Direito, a correspondente em Londres do "Diário Popular", com o seu percurso a incluir durante os estudos universitários a Secção de Imprensa Estrangeira no SNI (Secretariado Nacional de Informação) e depois a chefia dos Serviços de Imprensa, Radiodifusão e Televisão de Angola (CITA), para além de alguns episódios significativos no Brasil.
O segundo volume foi lançado no Hotel Palace, no Estoril, a 11 de Outubro, num evento com a apresentação do embaixador Marcello Mathias, que assina o prefácio, e do antigo ministro da Educação e administrador da Fundação Calouste Gulbenkian, atual curador da Fundação Francisco Manuel dos Santos, Eduardo Marçal Grilo, numa sessão moderada pelo jornalista Henrique Monteiro, ex-diretor do Expresso. que foi transmitida em reportagem da TVI. 
O segundo lançamento aconteceu no Porto, sendo que antes já tinha saído uma notícia na Sábado sobre o livro. Teve lugar a 16 de novembro, na Biblioteca Municipal Almeida Garrett, às 18.30 horas, com comentários de Rui Moreira, presidente da Câmara Municipal do Porto, e de Emílio Rui Vilar, chairman da Caixa Geral de Depósitos, administrador da Fundação Gulbenkian e presidente do Conselho de Fundadores da Fundação de Serralves, com a moderação do jornalista Júlio Magalhães. A apresentação de grande sucesso foi adiantada em artigo no Jornal de Notícias, com a apresentação de Emílio Rui Vilar a ser adaptada para crónica de opinião no jornal Observador.
"Johnny Man, Lisboa/Porto – Luanda – Londres, 1970-1975", completa a trilogia memorialista. O livro foi apresentado no dia 17 de Outubro de 2024, na Fundação Gulbenkian, em Lisboa, om a assistência de 480 pessoas que preencheram os Auditórios 2 e 3. A sessão foi aberta pelo Presidente da Fundação, António Feijó, a que se seguiu uma introdução (por vídeo) do Presidente da República, Marcelo Rebelo de Sousa. A apresentação ficou a cargo de Jorge Braga de Macedo e José Manuel Fernandes, moderados por Helena Matos.
No Porto, a 17 de Outubro, a apresentação foi também muito concorrida, e teve lugar na Fundação Eng. António de Almeida. A introdução foi feita pelo seu presidente, Augusto Aguiar Branco, e a apresentação do livro por Luís Valente de Oliveira e Carlos Costa, tendo sido exibida novamente a análise por vídeo de Marcelo Rebelo de Sousa. A primeira edição do Johnny Man esgotou, e a segunda está, neste momento, a aparecer nas livrarias. 
Sobre esta obra saíram amplas referências nos jornais Observador, Diário de Notícias, Nascer do Sol, Expresso, e JL/Jornal de Letras e nas revistas Visão e O Tripeiro.  Para falar do livro, o autor foi entrevistado nos canais de televisão RTP2, NOW, CNN e TVI.
1. ↑  «João van Zeller | Bertrand Livreiros - livraria Online». www.bertrand.pt. Consultado em 26 de maio de 2020
2. ↑  «João van Zeller denuncia ″cumplicidades políticas″». www.dn.pt. Consultado em 4 de março de 2022
3. ↑  «Quinta de Roriz». Consultado em 4 de março de 2022
4. ↑  Lusa. «João van Zeller vendeu Quinta de Roriz à Família Symington». PÚBLICO. Consultado em 4 de março de 2022
5. ↑  Zeller, João van. «Um thriller que é o jogo de xadrez da verdadeira Guerra». Observador. Consultado em 26 de maio de 2020
6. ↑  Observador. «João van Zeller». Observador. Consultado em 26 de maio de 2020
7. ↑  Zeller, João van. «Londres em Agosto: culturas a jogo». Observador. Consultado em 26 de maio de 2020
8. ↑  «Roriz - Livro - WOOK». www.wook.pt. Consultado em 26 de maio de 2020
9. ↑  «Rui Moreira, José Miguel Júdice e João van Zeller juntos numa "viagem" pela Cidade Invicta». newsroom.lift.com.pt (em inglês). Consultado em 26 de maio de 2020
10. ↑  «Foi a pensar nos netos que Van Zeller escreveu um livro sobre Porto - JN». www.jn.pt. Consultado em 26 de maio de 2020
11. ↑  «″Young Johnny″ regressa à escrita numa viagem entre Lisboa e Luanda dos anos 60». www.dn.pt. Consultado em 27 de janeiro de 2022
12. ↑  «João van Zeller. "O outro é sempre mais importante do que eu"». ionline. Consultado em 27 de janeiro de 2022
13. ↑  «Livro "Young Johnny, Lisboa & Luanda Anos 60" vai buscar memórias de tempos velhos». VerAngola. Consultado em 31 de janeiro de 2022
14. ↑  «Memórias de Lisboa e Luanda nos anos 60». TVI Informação. Consultado em 27 de janeiro de 2022
15. ↑  «João van Zeller: Memórias dos fantásticos anos 60». www.sabado.pt. Consultado em 31 de janeiro de 2022
16. ↑  Vilar, Emílio Rui. «Sobre o livro "Young Johnny, Lisboa & Luanda, Anos 60"». Observador. Consultado em 31 de janeiro de 2022
17. ↑  Flymedia Audiovisuais (6 de fevereiro de 2025), João Van Zeller Johnny Man, Gulbenkian Lisboa - Introdução Presid. República Marcelo Rebelo de Sousa, consultado em 18 de fevereiro de 2025
18. ↑  «"Johnny Man" de João Van Zeller». www.agenda-porto.pt. Consultado em 18 de fevereiro de 2025
19. ↑  Ferreira, Leonídio Paulo (17 de fevereiro de 2025). «João van Zeller: "Angola crescia 8, 9, 10% ao ano. Os americanos deixaram-se levar por isso"». Diário de Notícias. Consultado em 18 de fevereiro de 2025
20. ↑  Observador. «O plano de independência de Angola antes do 25 de Abril, nas memórias de João Van Zeller». Observador. Consultado em 18 de fevereiro de 2025
21. ↑  «Johnny Man: excerto do novo livro de memórias de João Van Zeller». Jornal i. 23 de outubro de 2024. Consultado em 18 de fevereiro de 2025
22. ↑  «As Causas. As incertezas do outono». Expresso. 22 de outubro de 2024. Consultado em 18 de fevereiro de 2025
23. ↑  «Visão | Angola: Memórias dos dias de brasa da independência». Visão. 21 de outubro de 2024. Consultado em 18 de fevereiro de 2025
24. ↑  «Jornal 2 de 22 out 2024». RTP Play. Consultado em 18 de fevereiro de 2025
25. ↑  «"Heróis da minha vida": João Van Zeller lança novo livro e os Espírito Santo não foram esquecidos». TVI Player. Consultado em 18 de fevereiro de 2025